# Hyperaspis octavia
Hyperaspis octavia är en skalbaggsart som beskrevs av Thomas Casey 1908. Hyperaspis octavia ingår i släktet Hyperaspis och familjen nyckelpigor. Inga underarter finns listade i Catalogue of Life.